# Platybrachys lanifera
Platybrachys lanifera är en insektsart som först beskrevs av Stsl 1854.  Platybrachys lanifera ingår i släktet Platybrachys och familjen Eurybrachidae. Inga underarter finns listade i Catalogue of Life.